# Strandgyllen
Strandgyllen (Barbarea stricta) är en växtart i familjen korsblommiga växter. 

## Externa länkar

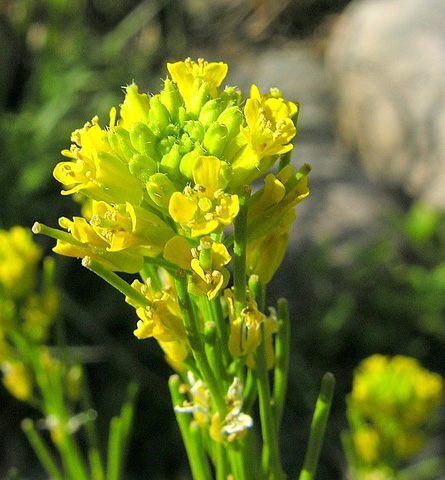

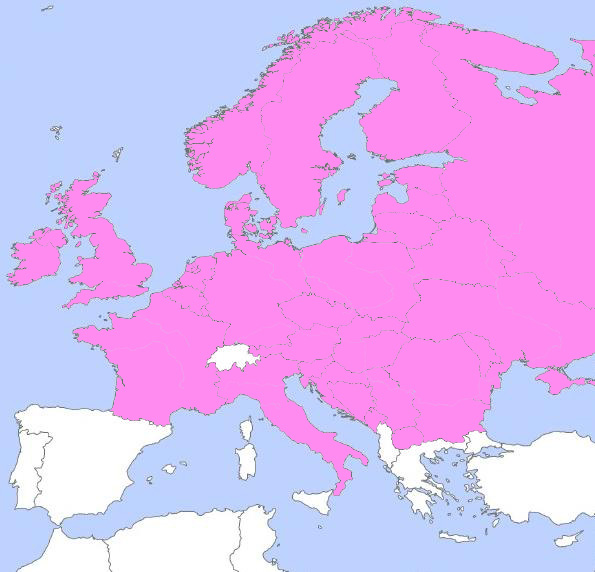
Karta över utbredningen i Europa